# Platypsyllus castoris
Platypsyllus castoris – gatunek chrząszcza z rodziny Leiodidae. Żyje w kącikach warg, zewnętrznych przewodach słuchowych i narządach rodnych zewnętrznych bobra europejskiego i kanadyjskiego, żywi się prawdopodobnie roztoczami.